# Уэбстер, Джон
Джон Уэ́бстер (англ. John Webster; 1578, Лондон — 1634, там же) — английский драматург, современник Шекспира и Бен Джонсона, мастер «кровавой трагедии».

## Биография
Биографических данных о Уэбстере не сохранилось, известно лишь, что он был сыном портного.
Творчество Уэбстера охватывает 1602—1624 годы. До 1612 года в сотрудничестве с драматургами Деккером, Марстоном, Хейвудом и другими Уэбстер пишет ряд пасторальных, бытовых комедий и мещанских фарсов. Все они, по мнению некоторых исследователей, отличаются ещё художественной незрелостью: юмор не был стихией «мрачного Уэбстера».
Слава драматурга покоится на двух шедеврах:
- «Белый дьявол» (The White Devil, 1612). Пьеса переведена на русский язык Аксёновым. Сюжетом послужили исторические события Италии эпохи Медичи, в центре которых фигурирует знаменитая куртизанка Виттория Коромбона. В показе распущенности двора, аристократической олигархии и всесильного католического духовенства, Уэбстер всецело стоит на позициях гуманизма.
- «Герцогиня Мальфи» (The Duchess of Malfi, 1614). Фабула «Герцогини» заимствована из новеллы Банделло, переведённой Пэйнтером в сборнике «Дворец наслаждения».

В жанровом отношении трагедии Уэбстера принадлежат к «трагедиям крови», восходящим к «Испанской трагедии» Кида. В них мы находим весь реквизит этого жанра: мрачную фантастику (сцена на кладбище, замогильный голос герцогини), эффекты ужаса (пляска умалишённых и сцена с могильщиком), нагромождение преступлений (умерщвление детей и мужа), гиперболизацию человеческих страстей и сублимированную патетику. Особенной яркостью отличается образ Виттории Аккорамбони, проникнутой жестокостью и лицемерием.
Композиция Уэбстера грешит отсутствием логической связи между отдельными сценами и недостаточной чёткостью сюжетного построения (напр. отдельные акты «Белого дьявола» и бледный V акт в «Герцогине»), но сжатость и художественная выразительность языка (представляющего собой чередование прозы и стихов), лирическая насыщенность, мрачный пафос его метафор обеспечивают Уэбстеру место не только гениального драматурга, но и выдающегося поэта.
Перу Уэбстера принадлежит также трагикомедия «Всем тяжбам тяжба» (1623).
Ему также приписывалась трагедия «Аппий и Виргиния», но Р. Брук доказал, что она написана Хейвудом.
Статья основана на материалах Литературной энциклопедии 1929—1939.

## Уэбстер в мировой культуре
- Джон Уэбстер появляется во «Влюблённом Шекспире» (1998) — его играет Джо Робертс (Joe Roberts)
- Сюжетная основа «Отеля» (2001) Майка Фиггиса — съёмки в Венеции английской группой фильма по «Герцогине Мальфи».
- Популярен классический «коктейль Уэбстера» (Webster cocktail): 1 1/2 чайной ложки абрикосового бренди, 15 мл сухого вермута, 30 мл джина, 1/2 лайма, — смешать в шейкере, добавить лёд и хорошо сбить, — процедить в бокал для коктейля и сразу подавать[2].